# 沃龍卡河
沃龍卡河（烏克蘭語：Воронка），是烏克蘭的河流，位於克里米亞半島西南部文尼察州，處於南布格河的左支流，河道全長25公里，流域面積332平方公里，平均寬度2至5米。